# Madden Football 64
Madden NFL 64 è un videogioco sportivo sviluppato e pubblicato dall'Electronic Arts nel 1997 per le principali piattaforme di gioco.  È la prima versione della serie Madden distribuita per il Nintendo 64. Sulla copertina come testimonial è presente John Madden.